# Kevin Tiggs
Kevin Tiggs, né le 17 avril 1984, à Flint, dans le Michigan, est un joueur américain de basket-ball. Il évolue au poste d'ailier. 